# Yago Pikachu
Yago Pikachu, vollständiger Name Glaybson Yago Souza Lisboa, (* 5. Juni 1992 in Belém (Pará)) ist ein brasilianischer Fußballspieler.

## Karriere
Yago Pikachu begann seine Laufbahn im Nachwuchsbereichen von Tuna Luso Brasileira und dem Paysandu SC. Bei Tuna Luso fing Yago Pikachu, wie viele brasilianische Fußballer, im Futsal Bereich an. Hier bekam er auch aufgrund seiner Körpergröße und Schnelligkeit seinen Spitznamen. Bei Paysandu schaffte er 2012 auch den Sprung in den Profikader. In der Staatsmeisterschaft von Pará 2012 gab Yago Pikachu am ersten Spieltag, dem 14. Januar 2012, sein Debüt als Profi. Im Spiel gegen den Cametá SC stand er in der Startelf. Im selben Wettbewerb erzielte Yago Pikachu sein erstes Profitor. Im Auswärtsspiel gegen den Águia de Marabá FC am 25. Januar 2012 traf er in der 69. Minute zum 2:1-Endstand. Im selben Jahr erreichte Paysandu als Tabellenvierter den Aufstieg von der Série C in die Série B. Yago Pikachu bestritt dabei 19 Spiele und erzielte sechs Tore. Im Folgejahr 2013 konnte er mit dem Sieg in der Staatsmeisterschaft von Pará seinen ersten Titel feiern. Ein weiterer Höhepunkt in dem Jahr war das Spiel gegen den Avaí FC am 18. Oktober 2013 in der Série B, dieses war das hundertste von Yago Pikachu für Paysandu. Zwei Jahre später am 15. August 2015 erreichte Yago Pikachu dann im Série B-Spiel gegen den Oeste FC die Marke von 200 Spielen für Paysandu. Am 16. Dezember 2015 wurde bekannt, dass Yago Pikachu zum CR Vasco da Gama wechselt. Sein erstes Spiel für Vasco bestritt er am 31. Januar 2016. In der Staatsmeisterschaft von Rio de Janeiro traf sein Klub zuhause auf den Madureira EC. In dem Spiel wurde er nach der Halbzeitpause für Mateus Vital eingewechselt. Zum Titelgewinn der Staatsmeisterschaft lief Yago Pikachu in elf Spielen auf, ein Tor gelang ihm dabei nicht. Dieses war ihm erst im Zuge des Meisterschaftswettbewerbs 2016 vergönnt. In der Série B traf sein Klub am 16. Juli 2016, dem 16. Spieltag der Saison, auswärts auf den Luverdense EC. In der 60. Minute traf er zur 1:0-Führung (Endstand: 1:1). Nachdem Vasco die Meisterschaftsrunde als Tabellendritter abgeschlossen hatte, stieg dieser in die Série A auf. In dem Wettbewerb stand Yago Pikachu am ersten Spieltag der Série A 2017 in der Startelf. Das Spiel am 14. Mai 2017 gegen den späteren Meister Palmeiras São Paulo ging 4:0 verloren. Im Heimspiel gegen den EC Bahia am 21. Mai 2017 erzielte er sein erstes Tor in der obersten Spielklasse. Mit dem Match gegen den Botafogo FR in der Staatsmeisterschaft von Rio de Janeiro am 18. März 2018, bestritt Yago Pikachu sein hundertste Spiel für Vasco. In der Saison 2018 gab Yago Pikachu für Vasco seinen Einstand auf internationaler Klubebene. In der Copa Libertadores 2018 traf man in der 2. Qualifikationsphase im Hinspiel auswärts auf Universidad de Concepción. In dem Spiel gelang ihm auch sein erstes Tor auf internationaler Ebene. In der 79. Minute traf er zum zwischenzeitlichen 0:3 (Endstand: 0:4).
Nachdem sein Vertrag mit Vasco nach Beendigung der Série A 2020 ausgelaufen war, unterzeichnete Yago Pikachu im März 2021 beim Fortaleza EC einen Vertrag bis Dezember 2022. Hier spielte er sich in die Stammelf und fiel in der Série A 2021 so auf, dass er am Saisonende in die Auswahlmannschaft des Jahres gewählt wurde. Im April 2022 gewann er mit dem Verein zwar die Copa do Nordeste 2022, aber knapp drei Monate später schloss er sich dann dem japanischen Erstligisten Shimizu S-Pulse an. Am Ende der Saison 2022 musste er mit dem Verein als Tabellenvorletzter in die zweite Liga absteigen. Zur Saison 2023 wurde der Spieler an Fortaleza bis Ende des Jahres ausgeliehen. Im Dezember des Jahres wurde seine feste Verpflichtung durch den Klub bis Jahresende 2025.

## Erfolge
Paysandu
- Staatsmeisterschaft von Pará: 2013

Vasco da Gama
- Taça Guanabara: 2016, 2019
- Staatsmeisterschaft von Rio de Janeiro: 2016
- Taça Rio: 2017

Fortaleza
- Copa do Nordeste: 2022, 2024
- Staatsmeisterschaft von Ceará: 2021, 2022, 2023

## Auszeichnungen
- Staatsmeisterschaft von Rio de Janeiro – Mannschaft des Jahres: 2018[18]
- Prêmio Craque do Brasileirão – Mannschaft des Jahres: 2021[19]
- Copa do Nordeste Bester Spieler: 2022